# Рясенський Євген Олександрович
Євген Олександрович Рясенський (рос. Евгений Александрович Рясенский; 18 липня 1987, м. Калінін, СРСР) — російський хокеїст, захисник. Виступає за СКА (Санкт-Петербург) у Континентальній хокейній лізі. Заслужений майстер спорту Росії (2012). 
Вихованець хокейної школи ТХК (Твер). Виступав за «Крила Рад-2» (Москва), «Ак Барс» (Казань), «Нафтохімік» (Нижньокамськ), ЦСКА (Москва).
У складі національної збірної Росії учасник чемпіонатів світу 2012 і 2013 (12 матчів, 1+1). У складі молодіжної збірної Росії учасник чемпіонату світу 2007.
Досягнення
- Чемпіон світу (2012)
- Чемпіон Росії (2006), срібний призер (2007)
- Володар Кубка європейських чемпіонів (2007).
- Срібний призер молодіжного чемпіонату світу (2007).